# Harris (Oregon)
Harris az Amerikai Egyesült Államok északnyugati részén, Oregon állam Benton megyéjében elhelyezkedő önkormányzat nélküli település.